# Parabathynomus natalensis
Parabathynomus natalensis là một loài chân đều trong họ Cirolanidae. Loài này được Barnard miêu tả khoa học năm 1924.